# VTV Canal 35
VTV Canal 35 est une chaîne de télévision Salvadorienne appartenant à Telecorporación Salvadoreña.